# Dendrophilus punctatus
Dendrophilus punctatus é uma espécie de insetos coleópteros polífagos pertencente à família Histeridae.
A autoridade científica da espécie é Herbst, tendo sido descrita no ano de 1792.
Trata-se de uma espécie presente no território português.
Possui uma subspécie, a Dendrophilus punctatus punctatus, descrita pelo mesmo cientista da espécie, também no mesmo ano de 1791.